# Oare (Kent)
Oare is een civil parish in het bestuurlijke gebied Swale, in het Engelse graafschap Kent.